# Пляска смерти (фильм, 1916)
«Пляска смерти» (1916) — немой художественный фильм Александра Волкова. Не сохранился.

## Сюжет
Главный герой — дирижёр. Его преследуют галлюцинации и он сходит с ума во время исполнения «Danse macabre» Сен-Санса.

## Интересные факты
Я снимался в одном из своих самых значительных фильмов — в «Danse macabre»; сценарий написал я, а Волков снимал.
— «Всеобщая история кино» Жорж Садуль. Том 3 — Иван Мозжухин

## Отзывы
«Пляска смерти» — картина, удавшаяся во всех отношениях — сюжетом, постановкой и исполнением. Полубезумный композитор, задушивший свою жену за измену и оправданный судом, встречает девушку, удивительно похожую на покойную… Мозжухин создаёт образ большой силы и выразительности. Тщательно разработаны детали постановки. В картине искусно сплетаются воспоминания, рассказы о прошлом — с основным ходом действия — не утомляя зрителя, не отвлекая его внимания. С большим тактом обойдены такие несценические моменты, как уличение Дженни в неверности и её удушение… Прекрасно показаны сцены дирижирования «Пляской мертвецов». Картина в соединении с музыкальной иллюстрацией производит большое впечатление
— "Проектор", 1917, №1-2, стр. 13